# 光果大瓣芹
光果大瓣芹（学名：Semenovia rubtzovii）为伞形科大瓣芹属的植物。分布于俄罗斯以及中国大陆的新疆等地，生长于海拔3,000米至3,200米的地区，常生长在山坡石隙中和石质山坡上，目前尚未由人工引种栽培。

## 异名
- Platytaenia rubtzovii (Schischk) Manden.
- Platytaenia rubtzovii (Schischk.) Manden.